# 任脈
任脈（にんみゃく、英: Conception Vessel(The Ren Meridian), Renmaixue）は、経絡の一つ。奇経に属する体の前正中線を流れる経絡である。
国際表記はCVまたはRenと表記する。

## 流注（経絡の流れの道筋）
会陰部に起こり、下腹部の正中を上り、臍に達し、さらに腹部、前胸部の正中を上り、のどを循り下顎の正中から下歯齦に終わる。

## 任脈に所属する経穴の一覧
以下に出てくる寸、分などの尺は骨度法、同身寸法参照。

### CV1.会陰（えいん）
取穴部位：会陰部の中央
筋肉：会陰腱中心、外肛門括約筋
運動神経：陰部神経
知覚神経：後大腿皮神経の会陰枝、陰部神経
血管：内陰部動脈
兵法：戸渡（とわたり）

### CV2.曲骨（きょくこつ・きょっこつ）
取穴部位：前正中線上で、恥骨結合の上際、神闕穴の下5寸、気衝穴、衝門穴、横骨穴と同じ高さ
筋肉：白線
知覚神経：腸骨下腹神経前皮枝、腸骨鼠径神経
血管：浅腹壁動脈、下腹壁動脈
意義：曲骨は現在の恥骨にあたり、その近くにある穴という意味
兵法：北辰（ほくしん）

### CV3.中極（ちゅうきょく）
【別名】玉泉（ぎょくせん）
取穴部位：神闕穴の下4寸、曲骨穴の上1寸、帰来穴、大赫穴と同じ高さ
要穴：膀胱経の募穴
筋肉：白線
知覚神経：腸骨下腹神経前皮枝
血管：浅腹壁動脈、下腹壁動脈
意義：中極とは重要器官の反応点・治療点にある穴という意味
兵法：妙見（みょうけん）

### CV4.関元（かんげん）
【別名】丹田（たんでん）
取穴部位：神闕穴の下3寸、水道穴、気穴穴と同じ高さ
要穴：小腸経の募穴
筋肉：白線
知覚神経：肋間神経前皮枝、腸骨下腹神経前皮枝
血管：浅腹壁動脈、下腹壁動脈
意義：関元とは先天の原気と後天の原気とが集まる重要な穴という意味
参考：関元の別名は丹田であるが、「精神を蔵するところ」という意味がある。丹田には上丹田（脳）、中丹田（心臓）、下丹田（本穴）の３つがある。丹田の丹は赤色の名であり、赤色は心臓に属し、心臓は精神を蔵する。心臓は小腸と表裏関係にあり、小腸の募穴である本穴は心臓の精気が下って集まるところである。

### CV5.石門（せきもん）
取穴部位：神闕穴の下2寸、大巨穴、四満穴と同じ高さ
要穴：三焦経の募穴
筋肉：白線
知覚神経：肋間神経前皮枝
血管：浅腹壁動脈、下腹壁動脈
意義：石門とは硬結や腫瘤、瘀血塊などを主治する穴という意味
兵法：気海（きかい）
参考：妊婦には禁鍼・禁灸とされる。

### CV6.気海（きかい）
【別名】脖胦（ぼつおう）
取穴部位：神闕穴の下1寸5分
筋肉：白線
知覚神経：肋間神経前皮枝
血管：浅腹壁動脈、下腹壁動脈
意義：気海とは原気の集まるところにある穴という意味

### CV7.陰交（いんこう）
取穴部位：神闕穴の下1寸、外陵穴、中注穴と同じ高さ
筋肉：白線
知覚神経：肋間神経前皮枝
血管：浅腹壁動脈、下腹壁動脈
意義：陰交とは任脈、少陰腎経、衝脈の３経が交わるところにある穴という意味
兵法：渦中（かちゅう）
参考：真の丹田は関元穴だが、本穴までの任脈の諸穴はそれぞれ丹田の別名があり、いずれも重要で主治症もほぼ共通している。

### CV8.神闕（しんけつ）
【別名】臍中（さいちゅう）
取穴部位：臍の中央、天枢穴、大横穴、肓兪穴、帯脈穴と同じ高さ
筋肉：白線
知覚神経：肋間神経前皮枝
血管：浅腹壁動脈、下腹壁動脈
意義：神闕とは心臓に宿る精神の出入りするところにある穴という意味
兵法：天南（てんなん）

### CV9.水分（すいぶん）
取穴部位：神闕穴の上1寸、滑肉門穴と同じ高さ
筋肉：白線
知覚神経：肋間神経前皮枝
血管：肋間動脈、上腹壁動脈、下腹壁動脈
意義：水分とは水の清濁を分けるところにある穴という意味
兵法：明星（みょうじょう）

### CV10.下脘（げかん）
【別名】幽門（ゆうもん）
取穴部位：神闕穴の上2寸、太乙穴、商曲穴と同じ高さ
筋肉：白線
知覚神経：肋間神経前皮枝
血管：肋間動脈、上腹壁動脈、下腹壁動脈
意義：脘は胃袋の意味がある。下脘とは上脘・中脘に対応する名で、胃の下部（幽門部）にある胃疾患を主治する穴という意味
兵法：欄門（らんもん）

### CV11.建里（けんり）
取穴部位：神闕穴の上3寸、中脘穴の下1寸、関門穴、腹哀穴、石関穴と同じ高さ
筋肉：白線
知覚神経：肋間神経前皮枝
血管：肋間動脈、上腹壁動脈、下腹壁動脈
意義：建里とは胃に次ぐ小腸の起始部にある穴という意味
兵法：中脘（ちゅうかん）

### CV12.中脘（ちゅうかん）
【別名】太倉（たいそう）
取穴部位：神闕穴の上4寸、梁門穴、陰都穴と同じ高さ
要穴：胃経の募穴、腑会
筋肉：白線
知覚神経：肋間神経前皮枝
血管：肋間動脈、上腹壁動脈
意義：脘は胃袋の意味がある。中脘とは上脘・下脘に対応する名で、胃の中央部にある胃疾患を主治する穴という意味
兵法：上脘（じょうかん）

### CV13.上脘（じょうかん）
取穴部位：胸骨体下端の下3寸、中脘穴の上1寸、神闕穴の上5寸、承満穴、腹通谷穴と同じ高さ
筋肉：白線
知覚神経：肋間神経前皮枝
血管：肋間動脈、上腹壁動脈
意義：脘は胃袋の意味がある。上脘とは中脘・下脘に対応する名で、胃の上部（噴門部）にある胃疾患を主治する穴という意味

### CV14.巨闕（こけつ）
取穴部位：胸骨体下端の下2寸、神闕穴の上6寸、不容穴、幽門穴と同じ高さ
要穴：心経の募穴
筋肉：白線
知覚神経：肋間神経前皮枝
血管：肋間動脈、上腹壁動脈
意義：巨闕とは少陰心経の募穴として心臓の正気が出入りするところ。つまり心臓疾患の反応点・治療点となる穴という意味
兵法：水月（すいげつ）

### CV15.鳩尾（きゅうび）
【別名】尾翳（びえい）、鳩尾（はとお、みぞおち、みずおち）
取穴部位：胸骨体下端の下1寸、神闕穴の上7寸
要穴：任脈の絡穴
筋肉：白線
知覚神経：肋間神経前皮枝
意義：鳩尾は胸骨剣状突起を指し、その近くにある穴という意味
血管：肋間動脈、上腹壁動脈

### CV16.中庭（ちゅうてい）
取穴部位：膻中穴の下1寸6分、胸骨体正中線上、第5肋間、乳根穴、食竇穴、歩廊穴と同じ高さ
知覚神経：肋間神経前皮枝
血管：内胸動脈の枝
意義：中庭とは心臓部の前庭にあたるところにある穴という意味
兵法：胸尖（きょうせん）

### CV17.膻中（だんちゅう）
【別名】上気海（じょうきかい）
取穴部位：両乳頭を結ぶ線が、胸骨体正中線上と交わるところ、乳頭は第4肋間の高さ、乳中穴、天谿穴、神封穴、天池穴、輒筋穴、淵腋穴と同じ高さ
要穴：心包経の募穴、気会
知覚神経：肋間神経前皮枝
血管：内胸動脈の枝
意義：膻中とは心臓の下の心包の部にある募穴として重要な穴という意味

### CV18.玉堂（ぎょくどう）
取穴部位：左右第3肋間の高さで、胸骨体正中線上、膺窓穴、胸郷穴、霊墟穴と同じ高さ
知覚神経：肋間神経前皮枝
血管：内胸動脈の枝
意義：玉堂は美しい殿堂という意味であり、心臓部にある穴であることを意味

### CV19.紫宮（しきゅう）
取穴部位：左右第2肋間の高さで、胸骨体正中線上（胸骨角）、屋翳穴、周栄穴、神蔵穴と同じ高さ
知覚神経：肋間神経前皮枝
血管：内胸動脈の枝
意義：紫宮とは君主の玉座という意味であり、心臓部にある重要な穴であることを意味

### CV20.華蓋（かがい）
取穴部位：天突穴の下2寸、胸骨角上際正中線上、第1肋間、庫房穴、彧中穴、中府穴と同じ高さ
知覚神経：肋間神経前皮枝、鎖骨上神経
血管：内胸動脈の枝
意義：華蓋は五臓の最も上にある蓮の花の形にみえる肺を指している。したがって肺と関係のある穴という意味
兵法：肥骨（はこつ）

### CV21.璇璣（せんき）
取穴部位：天突穴の下1寸、胸骨柄正中線上、天突穴と華蓋穴の間、兪府穴、気戸穴、雲門穴と同じ高さ
知覚神経：肋間神経前皮枝、鎖骨上神経
血管：内胸動脈の枝
意義：璇璣とは美しい高貴な玉のことで重要性を意味し、心臓部にあるという意味
兵法：脃骨（ぜいこつ）

### CV22.天突（てんとつ）
取穴部位：頚窩の中央
筋肉：胸骨舌骨筋、胸骨甲状筋
運動神経：頚神経ワナ、副神経
知覚神経：頚横神経
血管：下甲状腺動脈
意義：天突とは天の部の病変に際して刺鍼して効果のある穴という意味
兵法：秘中（ひちゅう）

### CV23.廉泉（れんせん）
【別名】舌本（ぜっぽん）
取穴部位：喉頭隆起上際で舌骨との間
知覚神経：頚横神経
血管：上甲状腺動脈
意義：廉泉とは喉頭隆起と舌骨の角にある穴という意味
兵法：結喉（けっこう）

### CV24.承漿（しょうしょう）
取穴部位：オトガイ唇溝の正中
筋肉：口輪筋、下唇下制筋
運動神経：顔面神経
知覚神経：下顎神経
血管：下唇動脈
意義：承漿とはつばやよだれを受ける部にある穴という意味
兵法：下昆（かこん）

## 音声用任脈経穴名一覧
エイン　　キョッコツ　　チューキョク　　カンゲン　　セキモン　　キカイ　　インコー　　シンケツ　　スイブン　　ゲカン　　ケンリ　　チューカン　　ジョーカン　　コケツ　　キュービ　　チューテイ　　ダンチュー　　ギョクドー　　シキュー　　カガイ　　センキ　　テントツ　　レンセン　　ショーショー

## 犬の場合

### 陰兪（いんゆ）
取穴部位：陰嚢（陰唇）と肛門の中間

### 神闕（しんけつ）
取穴部位：臍の中央

### 下脘（げかん）
取穴部位：中脘穴と神闕穴の中間

### 中脘（ちゅうかん）
取穴部位：鳩尾と臍の中間

### 上脘（じょうかん）
取穴部位：鳩尾と中脘穴の中間

### 膻中（だんちゅう）
取穴部位：両前肢間の胸骨線上

### 承漿（しょうしょう）
取穴部位：下唇直下の窪み